# Premio Compasso d'oro 1994
Il premio Compasso d'oro 1994 è stata la 17ª edizione della cerimonia di consegna del premio Compasso d'oro.

## Giuria
La giuria era composta da:
- Dante Giacosa
- Vittoriano Viganò
- Giovanni Anceschi
- Paola Antonelli
- Uta Brandes
- Jacob Gantenbein
- Marja Heemskerk
- Vittorio Magnago Lampugnani
- Marco Migliari
- Gianemiglio Monti
- Mario Trimarchi

## Premiazioni

### Compasso d'oro
| Designer                                                                     | Prodotto                                 | Azienda                                   | Immagine |
| ---------------------------------------------------------------------------- | ---------------------------------------- | ----------------------------------------- | -------- |
| Luigi Baroli                                                                 | Paravento Cartoons                       | Baleri                                    |          |
| Marc Sadler                                                                  | Lampada Drop                             | Flos                                      |          |
| Marcello Baraghini in collaborazione con L. Vitale, I. Gentile, A. De Russis | Collana di libri Millelire               | Stampa Alternativa-Nuovi Equilibri s.r.l. |          |
| Paolo Rizzatto, Alberto Meda, Riccardo Sarfatti                              | Serie di lampade Metropoli               | Luceplan                                  |          |
| Richard Sapper                                                               | Computer portatile Leapfrog              | IBM                                       |          |
| Pininfarina                                                                  | Carrello elevatore Blitz/Drago           | Cesab Carrelli Elevatori                  |          |
| Bruno Giardino                                                               | Battipista LH 500                        | Leitner                                   |          |
| Anna Castelli Ferrieri                                                       | Posate Hannah                            | Sambonet                                  |          |
| Antonio Citterio, Glen Oliver Löw                                            | Sistema di cassettiere-contenitori Mobil | Kartell                                   |          |
| Giorgio Decursu                                                              | Volantini di manovra Ecw.375 e Eww.240   | Elesa S.p.A.                              |          |
| Pierluigi Cerri (Studio Gregotti Associati)                                  | Immagine aziendale coordinata Unifor     | Unifor                                    |          |
| Ufficio Progetti Campagnolo                                                  | Gruppo accessori per bicicletta Veloce   | Campagnolo                                |          |
| Giorgetto Giugiaro                                                           | Autovettura Punto                        | Fiat                                      |          |

## Premi alla carriera

### Persone
- Angelo Mangiarotti
- Bob Noorda
- Bruno Munari
- Ettore Sottsass
- Gino Valle
- Marco Zanuso
- Roberto Sambonet
- Sergio Pininfarina
- Tomás Maldonado
- Vico Magistretti

### Aziende e istituzioni
- Artemide
- Boffi
- Flos
- Olivetti
- Scuola politecnica di design
- Domus Academy